# Louisiana Offshore Oil Port
De Louisiana Offshore Oil Port is een haven voor de kust van Louisiana, 29 kilometer ten zuiden van Port Fourchon. Dit is een offshorehaven voor olietankers, aangezien gewone havens in de Verenigde Staten te weinig waterdiepte hebben voor de grootste tankers. Het is de enige haven in de Verenigde Staten die Ultra Large Crude Carriers (ULCC's) en Very Large Crude Carriers (VLCC's) kan ontvangen. Het is een joint-venture van Marathon Pipe Line, Shell Oil en Valero Terminaling and Distribution Company. 
De tankers meren af aan een van de drie eenpunts-meersystemen (single buoy mooring, SBM) waarvandaan de olie naar de wal wordt getransporteerd via pijpleidingen naar olieraffinaderijen. 